# مثلثات تعمیم‌یافته
مثلثات معمولی، مثلث‌ها را در صفحهٔ دوبعدی مطالعه می‌کند. در فضای دوبعدی، توابع مثلثاتی با یکی از روش‌های تعریف بر پایهٔ مثلث قائم‌الزاویه، دایرهٔ واحد، سری توانی یا معادلهٔ دیفرانسیل، تعریف می‌شوند. تعمیم توابع مثلثاتی معمولاً با یکی از روش‌های تعریف تابع مثلثاتی آغاز می‌شود و آن را با فضایی غیر از هندسهٔ اقلیدسی تطابق می‌دهد. به‌طور عام، می‌توان مثلثات را علم مطالعهٔ مجموعه‌ای از سه نقطه در هر هندسه یا فضای ممکن دانست. یکی از روش‌های تعمیم دادن، مطالعهٔ زاویه‌ها و چندضلعی‌ها در فضای چندبعدی است.

## مثلثات
- در مثلثات کروی، مثلث‌های روی سطح کره مطالعه می‌شوند. اتحادهای مثلث کروی برحسب توابع مثلثاتی معمولی نوشته می‌شوند، ولی با اتحادهای مثلث مسطح تفاوت دارند.
- مثلثات هذلولوی:
  1. مطالعهٔ مثلث‌های هذلولوی در هندسهٔ هذلولوی با توابع هذلولوی.
  2. توابع هذلولوی در هندسهٔ اقلیدسی: پارامترهای دایرهٔ واحد، cost و sint هستند. ولی پارامترهای هذلولی، cosht و sinht هستند.
- مثلثات کسری
- مثلثات در میدان گالوا
- مثلثات فضا-زمان[۱]
- مثلثات فازی کیفی[۲]

- مثلثات عملگری[۳]

- مثلثات در فضاهای متقارن[۴][۵][۶]

## چندبعدی
- سینوس قطبی
- قانون سینوس‌ها برای چهاروجهی

## توابع مثلثاتی
- توابع مثلثاتی می‌توانند برای معادلات دیفرانسیل کسری تعریف شوند.[۷]

- تعریف سری سینوس و کسینوس، این تابع‌ها را روی هر فضای جبری که سری‌ها همگرا می‌شوند، مانند اعداد مختلط و ماتریس‌ها، تعریف می‌کند.